# Greater Houston
La Houston-The Woodlands-Sugar Land è la quinta più popolosa area metropolitana (MSA) degli Stati Uniti, che comprende nove contee lungo la costa del Golfo dello stato del Texas. Colloquialmente denominata Greater Houston, la regione di 10 000 miglia quadrate (16 000 km²) è incentrata sulla contea di Harris, la terza contea più popolosa della nazione, che contiene la città di Houston, il più grande centro economico e culturale del Sud: con una popolazione di 2,3 milioni di abitanti.
La Greater Houston fa parte della megaregione del Texas Triangle insieme alla Dallas-Fort Worth Metroplex, Greater Austin e Greater San Antonio. L'area metropolitana è la seconda più grande del Texas (dopo la Dallas-Fort Worth) con una popolazione di 6 490 180 abitanti al censimento degli Stati Uniti del 2010.
Houston è stata storicamente tra le aree metropolitane a più rapida crescita negli Stati Uniti; è stata la crescita più rapida in termini assoluti durante l'anno di censimento 2013-2014, aggiungendo 156 371 persone. L'area è cresciuta del 25,2% tra il 1990 e il 2000 - aggiungendo più di 950 000 persone - mentre la popolazione della nazione è aumentata solo del 13,2% nello stesso periodo e dal 2000 al 2007, l'area ha aggiunto oltre 910 000 persone. I progetti della Greater Houston Partnership per l'area metropolitana aggiungeranno tra i 4,1 e i 8,3 milioni di nuovi residenti tra il 2010 e il 2050.